# Нікола Карчев
Нікола Карчев (мак. Никола Карчев; нар. 31 березня 1981, Скоп'є, Югославія) — македонський футболіст, центральний захисник, виступав за національну збірну Північної Македонії. Футбольний тренер.

## Клубна кар'єра
На юнацькому рівні виступав за молодші команди белградського «Партизана». 2000 року повернувся до Македонії і виступав за клуби-середняки вищого дивізіону «Борец» та «Пелістер». Взимку 2002/03 перейшов до одного з найсильніших клубів країни — «Работнічкі», у складі якого двічі став чемпіоном Македонії. У сезоні 2007/08 років виступав за албанську «Ельбасані», визнаний найкращим гравцем року в клубі.
Влітку 2008 року перейшов у грозненський «Терек». Свій єдиний матч у чемпіонаті Росії зіграв 10 серпня 2008 року проти нальчикського «Спартака». У Кубку Росії провів один матч — 24 вересня 2008 роки проти «Москви» — на 83-й хвилині видалений з поля. Також в активі македонця дев'ять ігор у турнірі дублюючих складів.
Після відходу з «Терека» повернувся до «Ельбасані», потім грав в оренді за «Вардар». У 2010 році перейшов до китайського «Шанхай Дун'я», де відіграв півтора сезони. Влітку 2011 року приєднався до сербського клубу «Металац». У 2012 році виступав за найсильніший клуб М'янми «Янгон Юнайтед», у його складі виграв чемпіонський титул та брав участь у матчах Кубку президента АФК. Останнім професійним клубом Карчева став македонський «Тетекс», в якому захисник зіграв три матчі у березні 2013 року.

## Кар'єра в збірній
Виступав за збірні Македонії молодшого віку, у тому числі провів чотири матчі за молодіжну збірну країни.
У листопаді 2005 року у складі другої збірної Македонії брав участь у міжнародному турнірі в Тегерані, взяв участь в обох поєдинках своєї команди — проти Ірану (відзначився голом) та Парагваю. Ці матчі вважаються неофіційними.
Єдиний офіційний матч за збірну Македонії зіграв 22 грудня 2010 проти Китаю, в якому вийшовши на заміну в перерві Арменду Алімі.

## Кар'єра тренера
Станом на 2016 рік працював у тренерському штабі «Тетексу», який виступає у другому дивізіоні Македонії. У квітні 2016 року, після відставки головного тренера клубу Горазда Михайлова, призначений виконувачем обов'язків тренера до кінця сезону.

## Досягнення
- Перша ліга Македонії
  -  Чемпіон (2): 2004/05, 2005/06

- Кубка Македонії
  - Володар (2): 2000/01, 2012/13

- Чемпіонат М'янми
  -  Чемпіон (1): 2012